# Elbridge Gerry
Elbridge Thomas Gerry (Marblehead, 17 de julho de 1744 — Washington, D.C., 23 de novembro de 1814) foi um político dos Estados Unidos, vice-presidente entre 1813 e 1814, ano em que faleceu.
Gerry foi um dos signatários da Declaração de Independência e dos Artigos da Confederação. Foi um dos três homens que recusaram assinar a Constituição porque não tinha uma Carta de Direitos. Mais tarde tornou-se governador do Massachusetts. É famoso por ter sido dado o seu nome ao conceito de gerrymandering — processo segundo o qual os círculos eleitorais são desenhados com o objectivo de ajudar o partido do poder.